# Elkershausen
Elkershausen is een dorp in de Duitse gemeente Friedland in de deelstaat Nedersaksen. 
Het dorp wordt voor het eerst vermeld in een oorkonde uit 1100. Elkershausen ging in 1973 op in de gemeente Friedland.